# Kanwar Ram Pratap Singh
Kanwar Ram Pratap Singh es un diplomático de carrera retirado indio.
En abril de 1948 fue incorporado al servicio del exterior de la India.
De 1951 a 1962 fue empleado en Karachi y Berna.
De 1956 a 1958 fue alto comisionado en Canberra Australia.
De 1962 a 1966 fue director del Departamento de Asia en el Ministerio de Asuntos Exteriores.
De 1966 a 1968 fue alto comisionado en Kampala.
De 1968 a 1970 fue secretario en el Ministerio de Asuntos Exteriores en Nueva Delhi.
De 1971 a septiembre de 1974 fue embajador en Bagdad.
De septiembre de 1974 a 1975 fue embajador en Kabul.
De 1976 a 1978 fue embajador en Teherán.
De 1979 a 1980 fue embajador en Viena.
En 1980 fue retirado.